# Артёмово (Пушкинский район)
Артёмово — деревня в Пушкинском районе Московской области России, входит в состав городского поселения Ашукино. Население — 38 чел. (2010).

## География
Расположена на севере Московской области, в северной части Пушкинского района, у границы с Сергиево-Посадским районом, примерно в 22 км к северу от центра города Пушкино и 37 км от Московской кольцевой автодороги, на реке Сумери бассейна Клязьмы.
К деревне приписано два садоводческих товарищества. В 4 км к востоку проходит линия Ярославского направления Московской железной дороги, в 8 км к востоку — Ярославское шоссе М8. Ближайшие населённые пункты — деревни Василёво, Жилкино и Подвязново, ближайший остановочный пункт — платформа Калистово.

## Население
| 1859 | 1890 | 1899 | 1926 | 2002 | 2006 | 2010 |
| ---- | ---- | ---- | ---- | ---- | ---- | ---- |
| 223  | ↘139 | ↘118 | ↗194 | ↘6   | ↗10  | ↗38  |

## История
Сельцо Артёмово известно с 1704 года как вотчина Троице-Сергиева монастыря. После эпидемии чумы в конце XVIII века опустело, и было возрождено как дворянская усадьба, владельцами которой были братья Пальчиковы, а затем лесопромышленник Аигин.
В 1841—1842 годах во время постройки дома в Мураново в деревне жил поэт Евгений Абрамович Боратынский.
В «Списке населённых мест» 1862 года — владельческое сельцо 1-го стана Дмитровского уезда Московской губернии по правую сторону Московско-Ярославского шоссе (из Ярославля в Москву), в 30 верстах от уездного города и 17 верстах от становой квартиры, при речке Сумерке, с 23 дворами и 223 жителями (110 мужчин, 113 женщин).
По данным на 1899 год — деревня Митинской волости Дмитровского уезда с 118 жителями.
В 1913 году — 35 дворов.
По материалам Всесоюзной переписи населения 1926 года — центр Артёмовского сельсовета Хотьковской волости Сергиевского уезда Московской губернии в 7,5 км от Ярославского шоссе и 1,6 км от станции Хотьково Северной железной дороги, проживало 194 жителя (76 мужчин, 118 женщин), насчитывалось 43 крестьянских хозяйства.
С 1929 года — населённый пункт в составе Пушкинского района Московского округа Московской области. Постановлением ЦИК и СНК от 23 июля 1930 года округа как административно-территориальные единицы были ликвидированы.
Административная принадлежность
1929—1953 гг. — деревня Даниловского сельсовета Пушкинского района.
1953—1957, 1962—1963, 1965—1994 гг. — деревня Луговского сельсовета Пушкинского района.
1957—1960 гг. — деревня Луговского сельсовета Мытищинского района.
1960—1962 гг. — деревня Луговского сельсовета Калининградского района.
1963—1965 гг. — деревня Луговского сельсовета Мытищинского укрупнённого сельского района.
1994—2006 гг. — деревня Луговского сельского округа Пушкинского района.
С 2006 года — деревня городского поселения Ашукино Пушкинского муниципального района Московской области.

## Достопримечательности
- Церковь Иконы Божией Матери Страстная, выстроена в 1997 году в память о существовавшей прежде часовне[18][19].
- Церковь Иконы Божией Матери Почаевская[20].
- Часовня Пантелеимона Целителя[21].
- Часовня Сорока мучеников Севастийских на Сумери[22].
- Часовня Николая Чудотворца[23].